# Lesges
Lesges ist eine französische Gemeinde mit 84 Einwohnern (Stand: 1. Januar 2022) im Département Aisne in der Region Hauts-de-France (frühere Region: Picardie). Sie gehört zum Arrondissement Soissons und zum Kanton Fère-en-Tardenois.

## Geographie
Die Gemeinde Lesges mit der östlich gelegenen zugehörigen Häusergruppe Les Boves liegt nördlich des Baches Murton, der über die Muze in die Vesle abfließt, 14 Kilometer südöstlich von Soissons. Nachbargemeinden von Lesges sind Cerseuil im Norden, Jouaignes im Osten und Südosten, Cuiry-Housse im Süden, Maast-et-Violaine im Westen und Couvrelles im Nordwesten.

## Bevölkerungsentwicklung
| Jahr                       | 1962 | 1968 | 1975 | 1982 | 1990 | 1999 | 2006 | 2016 | 2022 |
| -------------------------- | ---- | ---- | ---- | ---- | ---- | ---- | ---- | ---- | ---- |
| Einwohner                  | 106  | 85   | 92   | 77   | 84   | 81   | 83   | 100  | 84   |
| Quellen: Cassini und INSEE |      |      |      |      |      |      |      |      |      |

## Sehenswürdigkeiten
- Kirche Notre-Dame aus dem 12. und 13. Jahrhundert, 1911 als Monument historique klassifiziert (Base Mérimée PA00115782)
- Vogtei aus dem 14. und 16. Jahrhundert (Maison prévôtale), seit 1927 als Monument historique eingetragen (Base Mérimée PA00115783)

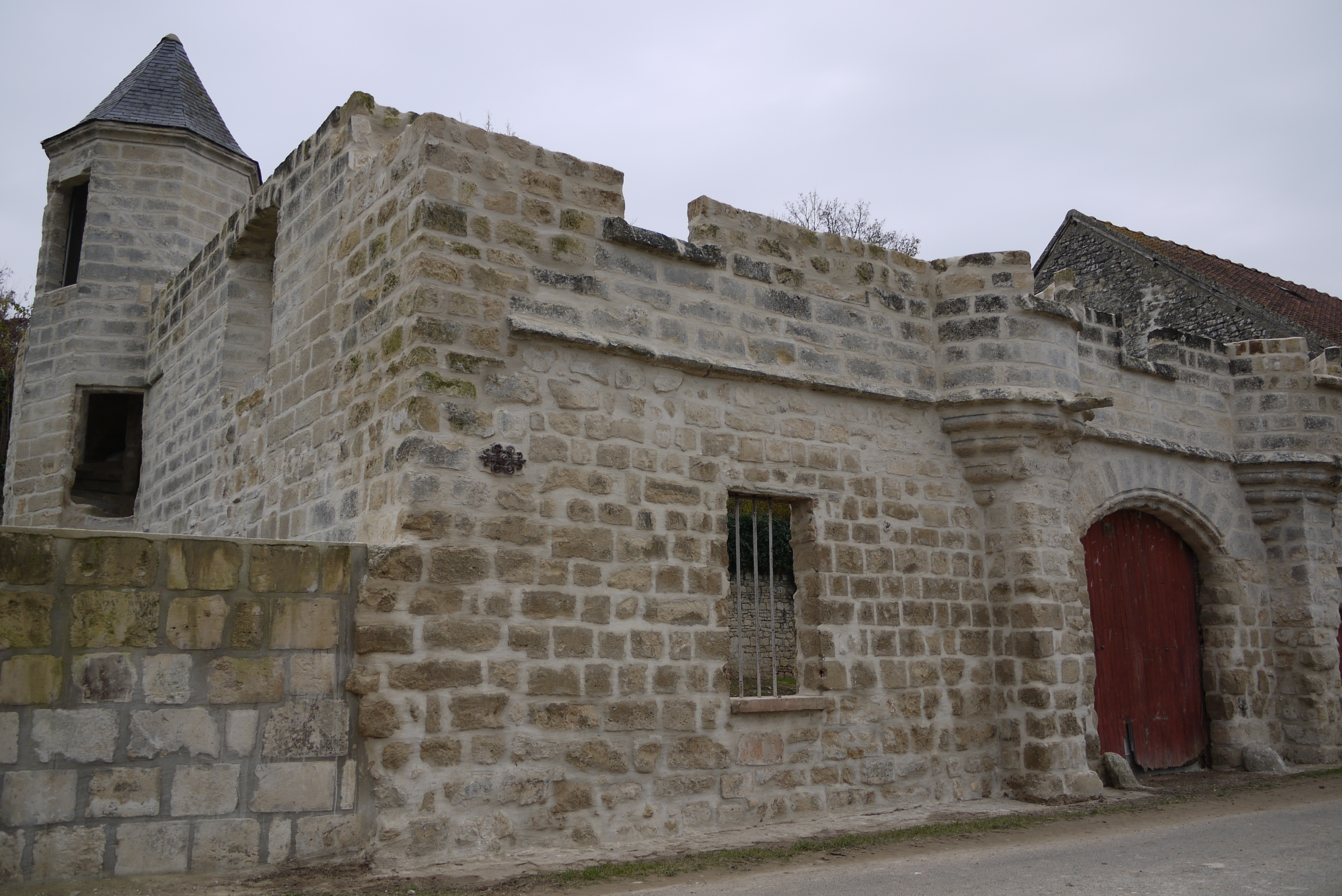
Vogtei
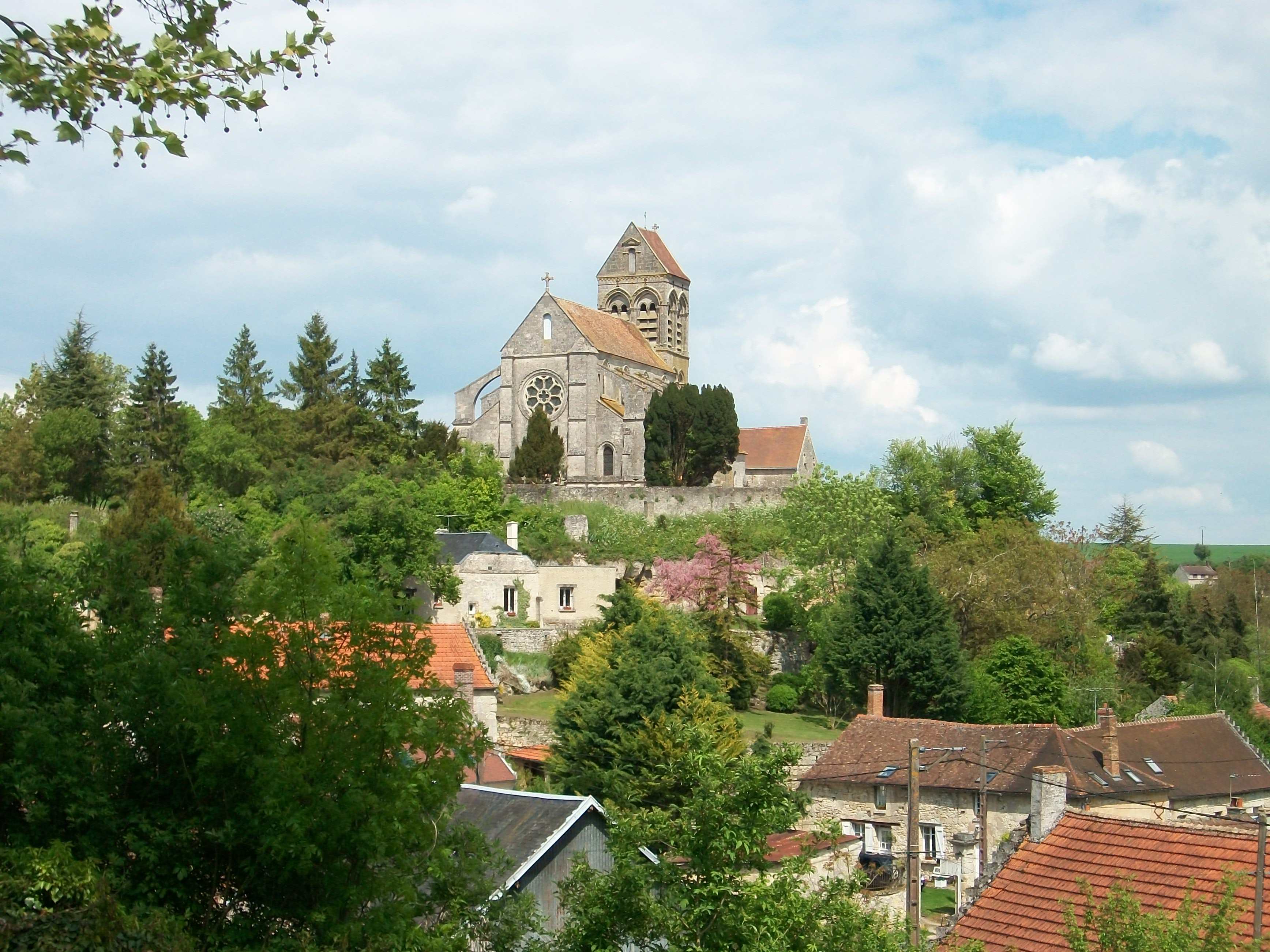
Kirche Notre-Dame